# Copa Davis 1959
La Copa Davis 1959 fue la 48.ª edición del torneo de tenis masculino más importante por naciones. La ronda final se celebró del 28 al 31 de agosto de 1959. Australia se proclamó como equipo ganador de la Copa, venciendo al equipo de Estados Unidos por 3 a 2.

## Ronda final
|  | Semifinales | Semifinales |   |  | Final | Final |  |
|  |             |             |   |  |       |       |  |
|  |             |             |   |  |       |       |  |
|  | India       |             |   |  |       |       |  |
|  |             |             |   |  |       |       |  |
|  |             |             |   |  |       |       |  |
|  |             |             |   |  |       |       |  |
|  |             |             |   |  | India | 1     |  |
|  |             | Australia   | 4 |  |       |       |  |
|  |             |             |   |  |       |       |  |
|  |             |             |   |  |       |       |  |
|  |             |             |   |  |       |       |  |
|  |             |             |   |  |       |       |  |
|  | Australia   | 4           |   |  |       |       |  |
|  | Italia      | 1           |   |  |       |       |  |

## Ronda Final
| | Estados Unidos | 2                          | 3 | Australia |    |    |
| --- | -------------- | -------------------------- | - | --------- | -- | -- |
| West Side Tennis Club, Nueva York, Estados Unidos 28 al 31 de agosto de 1959 |                |                            |   |           |    |    |
| \| 1 \| \| Alex Olmedo \| 6 \| 8 \| 4 \| 6 \| \| 1 \| \| Neale Fraser \| 8 \| 6 \| 6 \| 8 \| \| 2 \| \| Barry MacKay \| 7 \| 6 \| 6 \| \| \| 2 \| \| Rod Laver \| 5 \| 4 \| 1 \| \| \| 3 \| \| Butch Buchholz-Alex Olmedo \| 5 \| 5 \| 4 \| \| \| 3 \| \| Roy Emerson-Neale Fraser \| 7 \| 7 \| 6 \| \| \| 4 \| \| Alex Olmedo \| 9 \| 4 \| 10 \| 12 \| \| 4 \| \| Rod Laver \| 7 \| 6 \| 8 \| 10 \| \| 5 \| \| Barry MacKay \| 6 \| 6 \| 2 \| 4 \| \| 5 \| \| Neale Fraser \| 8 \| 3 \| 6 \| 6 \| |                |                            |   |           |    |    |
| 1 |                | Alex Olmedo                | 6 | 8         | 4  | 6  |
| 1 |                | Neale Fraser               | 8 | 6         | 6  | 8  |
| 2 |                | Barry MacKay               | 7 | 6         | 6  |    |
| 2 |                | Rod Laver                  | 5 | 4         | 1  |    |
| 3 |                | Butch Buchholz-Alex Olmedo | 5 | 5         | 4  |    |
| 3 |                | Roy Emerson-Neale Fraser   | 7 | 7         | 6  |    |
| 4 |                | Alex Olmedo                | 9 | 4         | 10 | 12 |
| 4 |                | Rod Laver                  | 7 | 6         | 8  | 10 |
| 5 |                | Barry MacKay               | 6 | 6         | 2  | 4  |
| 5 |                | Neale Fraser               | 8 | 3         | 6  | 6  |